# Lacunovermis conspicuous
Lacunovermis conspicuous är en plattmaskart. Lacunovermis conspicuous ingår i släktet Lacunovermis och familjen Gymnophallidae. Inga underarter finns listade i Catalogue of Life.